# Арсенат натрия
Арсенат натрия — неорганическое соединение, соль щелочного металла натрия и мышьяковой кислоты с формулой Na3AsO4, бесцветные кристаллы, растворимые в воде, образуют кристаллогидрат; ядовит.

## Получение
- Растворение мышьяка в растворе едкого натра в присутствии окислителей:

{\displaystyle {\mathsf {2As+6NaOH+5NaClO\ {\xrightarrow {}}\ 2Na_{3}AsO_{4}+5NaCl+3H_{2}O}}}
- Сплавление триоксида мышьяка с щёлочью и нитратом натрия:

{\displaystyle {\mathsf {As_{2}O_{3}+6NaOH+2NaNO_{3}\ {\xrightarrow {400-500^{o}C}}\ 2Na_{3}AsO_{4}+2NaNO_{2}+3H_{2}O}}}
- Растворение пентаоксида мышьяка в концентрированной щёлочи:

{\displaystyle {\mathsf {As_{2}O_{5}+6NaOH\ {\xrightarrow {}}\ 2Na_{3}AsO_{4}+3H_{2}O}}}
- Разложение метаарсенита натрия:

{\displaystyle {\mathsf {5NaAsO_{2}\ {\xrightarrow {300-550^{o}C}}\ Na_{3}AsO_{4}+2NaAsO_{3}+2As}}}
- или его окисление:

{\displaystyle {\mathsf {NaAsO_{2}+NaClO+2NaOH\ {\xrightarrow {}}\ Na_{3}AsO_{4}+NaCl+H_{2}O}}}

## Физические свойства
Арсенат натрия образует бесцветные кристаллы.
Хорошо растворяется в воде с частичным гидролизом по аниону.
Образует кристаллогидрат Na3AsO4•12H2O, который плавится в собственной кристаллизационной воде при 86,3°С.

## Химические свойства
- При нагревании кристаллогидрат теряет воду:

{\displaystyle {\mathsf {Na_{3}AsO_{4}\cdot 12H_{2}O\ {\xrightarrow {150^{o}C}}\ Na_{3}AsO_{4}+12H_{2}O}}}
- В водных растворах поглощает углекислоту:

{\displaystyle {\mathsf {Na_{3}AsO_{4}+CO_{2}+H_{2}O\ {\xrightarrow {}}\ Na_{2}HAsO_{4}+NaHCO_{3}}}}
- С мышьяковой кислотой на холоде образует кристаллогидрат кислой соли:

{\displaystyle {\mathsf {Na_{3}AsO_{4}+2H_{3}AsO_{4}+3H_{2}O\ {\xrightarrow {}}\ 3(NaH_{2}AsO_{4}\cdot H_{2}O)}}}
- Вступает в обменные реакции:

{\displaystyle {\mathsf {Na_{3}AsO_{4}+3AgNO_{3}\ {\xrightarrow {}}\ Ag_{3}AsO_{4}\downarrow +3NaNO_{3}}}}
- Является слабым окислителем:

{\displaystyle {\mathsf {2Na_{3}AsO_{4}+4HI+3H_{2}SO_{4}\ {\xrightarrow {}}\ As_{2}O_{3}\downarrow +2I_{2}+3Na_{2}SO_{4}+5H_{2}O}}}

## Применение
Использовался в медицине как: общеукрепляющее и тонизирующее средство при упадке питания, неврозах, лёгких формах анемии, псориазе